# De nieuwe avonturen van K3
De nieuwe avonturen van K3 is een Belgische vedettestrip, gebaseerd op de meidengroep K3. Er was eerder al een stripreeks verschenen over de meiden met als titel De avonturen van K3, maar omdat Kathleen uit de groep ging en werd opgevolgd door Josje is die reeks beëindigd. De nieuwe avonturen van K3 nummer 1 lag in de winkel in  december 2009. Nummer 2 van deze serie bleek al de laatste te zijn, de reeks werd stopgezet.